# Cheiloneurus gahani
Cheiloneurus gahani is een vliesvleugelig insect uit de familie Encyrtidae. De wetenschappelijke naam is voor het eerst geldig gepubliceerd in 1927 door Dozier.